# Svansjön (Dorotea socken, Lappland, 718934-148399)
Svansjön är en sjö i Dorotea kommun i Lappland och ingår i Ångermanälvens huvudavrinningsområde. Sjön har en area på 0,337 kvadratkilometer och ligger 603,9 meter över havet. Svansjön ligger i Gitsfjället Natura 2000-område.

## Delavrinningsområde
Svansjön ingår i det delavrinningsområde (718950-148439) som SMHI kallar för Utloppet av Svansjön. Medelhöjden är 629 meter över havet och ytan är 1,92 kvadratkilometer. Räknas de 2 avrinningsområdena uppströms in blir den ackumulerade arean 14,41 kvadratkilometer. Vattendraget som avvattnar avrinningsområdet har biflödesordning 5, vilket innebär att vattnet flödar genom totalt 5 vattendrag innan det når havet efter 296 kilometer. Avrinningsområdet består mestadels av skog (59 procent) och sankmarker (22 procent). Avrinningsområdet har 0,34 kvadratkilometer vattenytor vilket ger det en sjöprocent på 17,6 procent.